# Kåpponisträsket
Kåpponisträsket är en sjö i Jokkmokks kommun i Lappland och ingår i Luleälvens huvudavrinningsområde. Sjön har en area på 1,75 kvadratkilometer och ligger 322 meter över havet. Sjön avvattnas av vattendraget Sudokbäcken.

## Delavrinningsområde
Kåpponisträsket ingår i det delavrinningsområde (736868-169660) som SMHI kallar för Utloppet av Kåpponisträsket. Medelhöjden är 342 meter över havet och ytan är 5,64 kvadratkilometer. Det finns ett avrinningsområde uppströms, och räknas det in blir den ackumulerade arean 22,27 kvadratkilometer. Sudokbäcken som avvattnar avrinningsområdet har biflödesordning 3, vilket innebär att vattnet flödar genom totalt 3 vattendrag innan det når havet efter 142 kilometer. Avrinningsområdet består mestadels av skog (51 procent) och sankmarker (10 procent). Avrinningsområdet har 1,75 kvadratkilometer vattenytor vilket ger det en sjöprocent på 31,1 procent.